# نووگئورگیفکا (شهرستان ایشیمبایسکی، باشقیرستان)
نووگئورگیفکا (انگلیسی: Novogeorgiyevka, Ishimbaysky District, Republic of Bashkortostan) یک شهرک در شهرستان ایشیمبایسکی استان باشقیرستان کشور روسیه است.